# 617 v.Chr.
Het jaar 617 v.Chr. is een jaartal volgens de christelijke jaartelling.

## Gebeurtenissen

### Babylonië
- Koning Nabopolassar weet de Assyriërs uit het land te verdrijven en vestigt een machtig koninkrijk.